# Lista de episódios de Blue Water High
A seguir a lista de episódios de Blue Water High.

## 1.ª Temporada (2005)
| English                   | Português                      |
| ------------------------- | ------------------------------ |
| It's Hard To Be Normal    | É difícil ser normal           |
| The Contenders            | Os contendores                 |
| Trouble In Paradise       | Aborrecimento no paraíso       |
| Fly Takes A Dive          | Fly toma um mergulho           |
| Anna Loses Her Way        | Anna perde o seu caminho       |
| Edge Wipes Out            | Edge apaga                     |
| Friends In Need           | Amigos em necessidade          |
| Brothers And Sisters      | Irmãos e irmãs                 |
| Sharks In The Mind        | Tubarões na mente              |
| Timing Is Everything      | Tempo é tudo                   |
| Out Of Control            | Fora de controle               |
| Dreams And Dramas         | Sonhos e dramas                |
| A Life On The Line        | A vida na linha                |
| Bad Boy Heath             | Heath bad boy "Garoto mau"     |
| Joker's Wild              | Traduzindo o selvagem          |
| Undefined                 | Indefinido                     |
| Perri Lies Low            | Perri está baixo               |
| Winning Isn't Everything  | Ganhar não é tudo              |
| Right Dance Wrong Partner | Dança direita, parceiro errado |
| Big Wave Fears            | Grande onda do medo            |
| The Kiss                  | O beijo                        |
| Behind The Scenes         | Nos bastidores                 |
| Tough Choices             | Escolhas                       |
| The Band Plays            | A banda toca                   |
| Suspicious Minds          | Mentes suspeitas               |
| And The Winner Is...      | E o vencedor é...              |

## 2.ª Temporada (2006)
Os episódios da segunda temporada não têm nome. A segunda temporada contém 26 episódios.

## 3.ª Temporada (2009)
Os episódios da terceira temporada também não têm nome. A terceira temporada também contém 26 episódios.